# Luis Kadijevic
Luis Kadijevic (... – 12 dicembre 2021) è stato un calciatore argentino, di ruolo portiere.

## Carriera
Divise la sua carriera tra Argentina, Perù e Grecia.

## Palmarès

### Club

#### Competizioni nazionali
- Football League (Grecia): 1

Kalamata: 1973-1974